# Paróquias da diocese de Blumenau
A Diocese de Blumenau é dividida em 41 paróquias localizadas em treze dos municípios do nordeste do estado de Santa Catarina
Sua paróquia mais antiga é a de Nossa Senhora da Penha em Penha, erigida em 1791.
Os municípios abrangidos pela Diocese de Blumenau são: Blumenau, Gaspar, Ilhota, Navegantes, Penha, Piçarras, Luís Alves, Indaial, Timbó, Pomerode, Benedito Novo, Doutor Pedrinho e Rio dos Cedros. 

## Paróquias
| Paróquia                                                            | Município          | Ano de ereção | Observações            |
| ------------------------------------------------------------------- | ------------------ | ------------- | ---------------------- |
| Nossa Senhora da Penha                                              | Penha              | 1791          |                        |
| São Pedro Apóstolo                                                  | Gaspar             | 1861          |                        |
| São Paulo Apóstolo                                                  | Blumenau           | 1868          | Catedral Metropolitana |
| Nossa Senhora da Imaculada Conceição                                | Rio dos Cedros     | 1908          |                        |
| São Vicente de Paula                                                | Luís Alves         | 1912          |                        |
| Santa Inês                                                          | Indaial            | 1946          |                        |
| Nossa Senhora de Lourdes                                            | Benedito Novo      | 1953          |                        |
| São Pio X                                                           | Ilhota             | 1954          |                        |
| Nossa Senhora da Glória                                             | Blumenau           | 1961          |                        |
| Nossa Senhora dos Navegantes                                        | Navegantes         | 1962          |                        |
| Santa Teresinha                                                     | Timbó              | 1963          |                        |
| Nossa Senhora Aparecida (Itoupava Norte)                            | Blumenau           | 1965          |                        |
| Santuário Nossa Senhora Aparecida (Itoupava Norte)                  | Blumenau           | 1965          |                        |
| São Ludgero                                                         | Pomerode           | 1965          |                        |
| Santa Teresinha (Escola Agrícola)                                   | Blumenau           | 1968          |                        |
| São Roque                                                           | Benedito Novo      | 1970          |                        |
| Nossa Senhora da Imaculada Conceição (Vila Nova)                    | Blumenau           | 1970          |                        |
| Cristo Rei (Velha)                                                  | Blumenau           | 1970          |                        |
| Nossa Senhora da Paz                                                | Balneário Piçarras | 1973          |                        |
| Santo Antônio (Garcia)                                              | Blumenau           | 1977          |                        |
| Santa Isabel (Progresso)                                            | Blumenau           | 1981          |                        |
| São Francisco de Assis (Fortaleza)                                  | Blumenau           | 1994          |                        |
| Santo Estêvão (Salto do Norte)                                      | Blumenau           | 1997          |                        |
| São José Operário (Itoupava Central)                                | Blumenau           | 1999          |                        |
| Santa Cruz (Velha Grande)                                           | Blumenau           | 1999          |                        |
| Nossa Senhora da Imaculada Conceição (Bela Vista)                   | Gaspar             | 1999          |                        |
| Santa Luzia                                                         | Navegantes         | 2000          |                        |
| Sagrado Coração de Jesus (Itoupavazinha)                            | Blumenau           | 2002          |                        |
| Nossa Senhora de Fátima (Bairro das Nações)                         | Indaial            | 2004          |                        |
| Santa Paulina (Gravatá                                              | Navegantes         | 2005          |                        |
| Sagrado Coração de Jesus (Belchior Alto                             | Gaspar             | 2006          |                        |
| Nossa Senhora do Rosário (Barracão)                                 | Gaspar             | 2006          |                        |
| São Luís Gonzaga (Tribess)                                          | Blumenau           | 2007          |                        |
| Nossa Senhora de Fátima (Ponta Aguda)                               | Blumenau           | 2007          |                        |
| Nossa Senhora da Glória                                             | Doutor Pedrinho    | 2007          |                        |
| São Domingos de Gusmão                                              | Navegantes         | 2007          |                        |
| Santo Antônio de Pádua                                              | Balneário Piçarras | 2008          |                        |
| Nossa Senhora do Perpétuo Socorro (Água Verde)                      | Blumenau           | 2008          |                        |
| Nossa Senhora da Glória                                             | Ilhota             | 2008          |                        |
| São Francisco de Assis (Carijós)                                    | Indaial            | 2012          |                        |
| Nossa Senhora da Imaculada Conceição Aparecida (Bairro dos Estados) | Timbó              | 2013          |                        |
| São João Batista (Badenfurt)                                        | Blumenau           | 2016          |                        |